# Градско шеталиште у Прокупљу
Градско шеталиште у Прокупљу, познато и као Корзо налази се у централном делу града Прокупља у Југ Богдановој улици, спаја Трг Топличких јунака са Градским парком и улицу Косте Војиновића подно брда Хисар, са Домом културе „Радивој Увалић Бата”.
Шеталиште је опремљено широким стазама, дрворедима и клупама, тако да пружа идеално окружење за опуштање, шетњу и дружење посетиоцима продајних  и угоститељских локала са баштама у летњем периоду.
Једна од познатијих знаменитости Kорза је споменик Топличанима палим у ратовима 1912—1918., која је постала симбол града, у градском парку, као и Градске чесме, наспрам споменика. Споменик је увек живописно осветљен и често је место сусрета и фотографисања. 
Током године, на Kорзу се одржавају разне манифестације и догађаји, као што су концерти, уметничке изложбе, сајмови и фестивали. Посетиоци имају прилику да уживају у разноликим културним садржајима који оживљавају Kорзо и чине га епицентром градског живота.